# Tony Palmer
Tony Palmer (Londres, 29 de agosto de 1941) é um diretor inglês, cuja principal obra foi a minissérie Wagner, de 1983, estrelada por Richard Burton. Sua obra inclui mais de 100 filmes, que vão desde os primeiros trabalhos com os Beatles, Cream, Jimi Hendrix. Rory Gallagher (Irish Tour '74) e Frank Zappa (200 Motels), para seus retratos clássicos que incluem perfis de Maria Callas, Margot Fonteyn, John Osborne, Ígor Stravinski, Richard Wagner, Yehudi Menuhin, Carl Orff, Benjamin Britten e Ralph Vaughan Williams. Ele é também um encenador de teatro e ópera.